# Саад'ярв
Саад'ярв (ест. Saadjärv) — озеро у середньосхідній Естонії, одне з найбільших і найглибших озер країни.
Розташоване на межі повітів Йиґевамаа і Тартумаа, за 15 км на північ від Тарту поблизу селища Табівере. Належить до ландшафтного заказника Вооремаа. Площа озера — 708 га, глибина — до 25 м. З озера вітікає річка Мудайіги.
На північному сході озеро оточене Саад'ярвським друмліном, на південному заході — друмліном Соотага. На озері є невеликий острів Анді. Озеро найповноводніше в травні, коливання рівня води невеликі, оскільки живлення озера переважно підземне.
В озері водиться багато риби: плітка, окунь, ряпушка, щука, вугор, йорж, верховодка, лящ та ін. Саад'ярв і Куремаа — два естонські озера, для риболовлі на яких треба придбати спеціальну риболовну карту; гроші, зібрані з продажу цих карт, ідуть на зарибнення озера вугрем.
На озері діє Саад'ярвський яхт-клуб, який пропонує катання на човнах, каное і яхтах. На береі розташований Центр Льодовикового періоду, де діє експозиція про клімат та тварин цієї епохи.